# Yoshua Bengio
Yoshua Bengio (Parijs, 5 maart 1964) is een Canadese computerwetenschapper, het meest bekend om zijn werk op het gebied van kunstmatige neurale netwerken en deep learning. Hij is hoogleraar aan het Department of Computer Science and Operations Research aan de Universiteit van Montréal en wetenschappelijk directeur van het Montreal Institute for Learning Algorithms (MILA).
Bengio is lid van de Orde van Canada en de Royal Society of Canada. Hij ontving in 2018 de A.M. Turing Award (vaak de "Nobelprijs voor Informatica" genoemd), samen met Geoffrey Hinton en Yann LeCun, voor hun werk aan deep learning. Bengio, Hinton en LeCun worden soms aangeduid als de "peetvaders” van AI en Deep Learning. In mei 2023 was hij volgens een citeerindex de meest geciteerde computerwetenschapper.
Vanaf 2017 waarschuwde Yoshua Bengio voor de risico’s en gevaren van kunstmatige intelligentie.
- Association for Computing Machinery: 81100287057
- Bibsys: 90940549
- Bibliothèque nationale de France: cb17162279v (data)
- DBLP: 56/953
- Gemeinsame Normdatei: 1126443166
- International Standard Name Identifier: 0000 0000 7397 8908
- Library of Congress Control Number: nr96012906
- Mathematics Genealogy Project: 73102
- Nationale Bibliotheek van Tsjechië: ctu2017951256
- Nationale Bibliotheek van Israël: 987007442066805171
- Nederlandse Thesaurus van Auteursnamen: 412031981
- ORCID: 0000-0002-9322-3515
- Istituto Centrale per il Catalogo Unico: TSAV623848
- Système universitaire de documentation: 166731285
- Virtual International Authority File: 2365353